# Ray Kroc
Raymond Albert Kroc, ameriški poslovnež in podjetnik * 5. oktober 1902, Oak Park, Ilinois, ZDA, † 14. januar 1984, San Diego, Kalifornija, ZDA.                                                      
Ray Kroc se je leta 1954 pridružil kalifornijski verigi s hitro hrano McDonald's po tem, ko sta brata McDonald ustvarila franšize prvotne restavracije iz leta 1940 v San Bernardinu. To je s pomočjo Kroca postavilo temelje za nacionalno širitev podjetja, iz katerega je sčasoma nastala globalna franšiza in najuspešnejša korporacija za hitro prehrano na svetu. Kroca je revija Time uvrstila na svoj seznam stotih najpomembnejših ljudi stoletja, v svojem življenju zbral več milijonov dolarjev bogastva. Od leta 1974 do svoje smrti leta 1984 je bil tudi lastnik bejzbolske ekipe San Diego Padres.

## Zgodnje življenje
Ray Kroc se je rodil 5. oktobra 1902 v Oak Parku v zvezni državi Ilinois, blizu Chicaga. Bil je sin češko-ameriških staršev, mame Rose Mary in očeta Alois "Louis" Kroc. Kroc je odračal in večino otroštva preživel v svojem domačem kraju. Med prvo svetovno vojno je lagal o svoji starosti in pri 15 letih postal voznik reševalnega vozila Rdečega Križa. Svojo službo je končal, ko se je vojna končala. V času velike gospodarske krize je Kroc opravljal različna dela, prodajal je papirnate skodelice kot nepremečninski posrednik na Floridi in včasih igral klavir v glasbenih zasedbah.

## Poslovna kariera
Po drugi svetovni vojni se je Kroc zaposlil kot prodajalec mešalnikov milkshake pri proizvajalcu živilske opreme Prince Castle. Ko je prodaja multi-mešalnikov strmo upadla zaradi konkurence nižjih cen izdelkov Hamilton Beach, sta Kroca navdušila brata Richard in Maurice McDonald, ki sta za svojo restavracijo v San Bernardinu v Kaliforniji kupila osem svojih mešalnikov.
Kroc je brata Mcdonald prvič obiskal leta 1954. Z njima je Kroc dosegel dogovor o širitvi McDonald"sa s franšizami. Maurice in Richard sta se raje osredotočila na njuno restavracijo, saj sta že imela šest franšiz, ki niso delovale, zato sta mu v zameno za avtorske honorarje dala to upravo. Da bi zagotovili večjo rast, je Kroc vzpostavil gradnjo skupnih restavracij na vseh lokacijah: enoten "zlati lok" oblikovan dizajn, individualne pogodbe z ljudmi, ki jim je lahko zaupal, dosledno upoštevanje produkcijskega sistema in sistema standardizacija medijev. 
Do leta 1959 sta brata McDonald imela že več kot 30 restavracij po vsej državi. Vendar je bil Kroc v nasprotju z njima, neuspešen ker je pogodba prinesla majhno stopnjo dobička. Ker se ni mogel znova pogajati, se je Kroc združil s svetovalcem Harryjem J. Sonnebornom, da bi spremenil strategijo: namesto, da bi zaupali vsemu dobičku na hrani, bi McDonald"s Corporation vlagal v prostore, ki bi jih nato dal v podnajem franšizajem v zameno za naslednje v dobičku. Nepremičninska poteza je bila uspešna: Kroc je leta 1960 z več kot 100 restavracijami pustil brata Mcdonald brez moči, da bi vplival na spremembe.
Leta 1961 je Kroc sklenil dogovor z bratoma McDonald, da bo McDonald"s prevzel za 2,7 milijona dolarjev gotovine v 0,5 % letnega dobička. Ta zadnji del je bil iz "davčnih razlogov" zapečaten s stiskom roke, zato brata McDonald nikoli nista plačala takšnih honorarjev. Maurice in Richard sta restavracijo v San Bernardinu obdržala pod imenom The Big Mac, na kar se je Kroc odzval z odprtjem novega McDonald"sa čez cesto; prvotna restavracija v San Bernardinu se je morala zapreti šest let pozneje. 
McDonald"s je leta 1968 presegel tisoč restavracij v vseh zveznih državah ZDA in načrtoval mednarodno širitev. Kroc je na čelu podjetja sodeloval do leta 1974 do takrat je burger joint postal največja veriga najhitrejše prehrane na svetu.

## Bejzbol
Po upokojitvi leta 1974 se je Kroc odločil, da se bo posvetil svojemu najljubšemu športu, bejzbolu. Kmalu potem, ko je zapustil McDonald"s, je za 12 milijonov dolarjev kupil moštvo profesionalne bejzbolske ekipe San Diego Padres iz Glavne bejzbolske lige (MLB). Podjetje je zašlo v finančne težave po poskusu selitve v Washington, vendar je Kroc po nakupu moštvo obdržal v San Diegu. 
Čeprav je novo lastništvo povečalo tudi število navijačev na stadionu, so bili športni rezultati slabši od pričakovanj. Nezadovoljen je Kroc vodenje ekipe prepustil svojemu zetu Ballardu Smithu. Družina Kroc je obdržala lastništvo moštva do leta 1990. Ekipa San Diego Padres se je leta 1984, po Krocovi smrti, uvirstila v finale World Series, kjer je izgubila z Detroit Tigersi. 

## Zasebno življenje
Krocovi prvi dve zaroki z Ethel Fleming (1922 - 1961) in Jane Dobbins Green (1963 - 1968) sta se končali z ločitvijo. Njegova tretja žena je bila Joan Kroc, s katero se je Kroc poročil leta 1969. Joan Kroc je bila človekoljubna, ki je po Krocovi smrti znatno povečala svoje dobrodelne prispevke. Darovala je za različne namene, ki so jo zanimali, na primer za spodbujanje miru in neširjenje jedrskega orožja. Po njeni smrti leta 2003 je bilo njeno preostalo premoženje v višini 2,7 milijarde dolarjev razdeljeno med številne neprofilne organizacije, vključno z donacijo v višini 1,5 milijarde dolarjev The Savalation Army za igradnjo 26 centrov Kroc, skupnostnih centrov, ki služijo v oskrbovalnih soseskah po celi državi.

## Smrt
Kroc je bil veliko časa svojega življenja alkoholik. Potem, ko je zaužil veliko alkohola, je leta 1970 zbolel za sladkorno boleznijo, zaradi česar se je njegovo zdravje močno poslabšalo, saj bolezni ni pravilno zdravil ker je postal odvisen od alkohola. Zdravniki so ga skozi prisiljevali, da je jemal zdravila in ga poskusili prepričati, da naj ne zauživa več alkohola. Potem, ko je Kroc decembra 1980 doživel možgansko kap, je bil poslan v medicinski center za rehabilitacijo alkohola. Štiri leta pozneje, 14. januarja 1984 je Kroc umrl zaradi srčnega popuščanja, v San Diegu v Kaliforniji, star 81 let. Pokopan je bil v spominskem parku El Camino v dolini Sorrento v San Diegu.

## V popularni kulturi
Kroc je pridobil restavracijo McDonald"s in njegova poslovna taktika v "kroc stilu" je predmet pesmi Marka Knopflerja iz leta 2004 "Boom, Like That".
Kroc je bil soavtor knjige Grinding It Out, ki je bila prvič objavljena leta 1977 in ponovno izdana leta 2016; služila je kot osnova za biografski film o Krocu.
Kroca je v filmu Ustanovitelj iz leta 2016 upodobil Michael Keaton. Film prikazuje Krocev razvoj franšize, širitev po vsej državi in končno pridobitev McDonald"sa, hkrati pa je kritičen do njegovega ravnanja z brati McDonald.
Kroc je bil predstavljen tudi v 1. epizodi 1. sezone dokumentarne oddaje "Hrana, ki je zgradila Ameriko", ki jo je objavil History Channel.